# State of Grace (bài hát)
"State of Grace" là một bài hát của nữ ca sĩ kiêm nhạc sĩ sáng tác người Mỹ Taylor Swift nằm trong album phòng thu thứ tư của cô, Red (2012). Hãng thu âm Big Machine Records phát hành bài hát dưới dạng đĩa đơn quảng bá vào ngày 16 tháng 10 năm 2012. Swift sản xuất "State of Grace" với Nathan Chapman. Đây là một bài hát arena rock sử dụng tiếng guitar vang vọng và tiếng trống dồn dập. Là bài hát mở đầu của album, nhạc phẩm có nội dung kể về những cảm xúc xao xuyến trong tình yêu được gợi lên bởi những cái nhìn đầu tiên. Một phiên bản acoustic được phát hành dưới dạng bài hát bổ sung trong phiên bản Deluxe Edition của album Red.
Các nhà phê bình âm nhạc đánh giá tích cực chất nhạc arena rock của "State of Grace". Họ nhận xét rằng đây là một bài hát tiêu biểu cho thấy Swift đã mở rộng tính nghệ thuật trong âm nhạc pop đồng quê trước đây của cô. Các cây viết còn ca ngợi phần hòa âm phối khí, giọng hát truyền cảm và đưa "State of Grace" vào danh sách những bài hát hay nhất của Swift. Bài hát lọt vào top 50 trên bảng xếp hạng ở Úc, Ireland, New Zealand và Vương quốc Anh, đồng thời đạt vị trí thứ 9 trên bảng xếp hạng Canadian Hot 100 và vị trí thứ 13 trên Billboard Hot 100. Ca khúc nhận được chứng nhận đĩa Vàng từ Hiệp hội Công nghiệp Ghi âm Hoa Kỳ (RIAA).
Swift từng trình diễn "State of Grace" ở The Red Tour (2013–2014) và trong một số dịp ở những chương trình lưu diễn sau này của cô. Sau cuộc tranh chấp công khai năm 2019 giữa Swift và quản lý Scooter Braun, nữ ca sĩ phát hành phiên bản thu âm lại của "State of Grace", lấy tên "State of Grace (Taylor's Version)", nằm trong album tái thu âm mang tên Red (Taylor's Version) (2021). Bản thu âm lại lọt vào top 10 trên bảng xếp hạng ở Ireland, Canada và Singapore; và top 25 ở Úc, New Zealand, Vương quốc Anh và Hoa Kỳ.

## Bối cảnh và sản xuất
Tháng 10 năm 2010, nữ ca sĩ kiêm nhạc sĩ sáng tác bài hát Taylor Swift phát hành album phòng thu thứ ba Speak Now do cô tự viết toàn bộ. Công tác sản xuất album do cô đảm nhiệm cùng với Nathan Chapman – nhà sản xuất của cả hai album trước của cô. Speak Now tiếp tục đi theo dòng nhạc pop đồng quê trong các đĩa nhạc trước đây của Swift, với phần sản xuất theo hướng nhạc pop thân thiện với sóng phát thanh cùng với âm hưởng từ nhiều thể loại nhạc rock khác nhau của thập niên 1970 và 1980. Trong album tiếp theo lấy tựa đề Red, Swift muốn thử nghiệm với những âm thanh vượt ra ngoài khuôn khổ nhạc pop đồng quê cũng như được làm việc với nhiều nhà sản xuất khác. Chapman vẫn là cộng sự chủ chốt của Red – anh và Swift cùng nhau sản xuất tám bài hát, trong đó có "State of Grace". Đây là một trong những bài hát đầu tiên cô viết ở Nashville, Tennessee trước khi đến Los Angeles để cộng tác với các nhà sản xuất khác. Các kỹ sư âm thanh Brian David Willis, Chad Carlson và Matt Rausch giúp đỡ Swift trong việc thu âm "State of Grace" và Justin Niebank đảm nhiệm công tác phối trộn âm thanh tại phòng thu Blackbird Studios, Nashville. Hank Williams thực hiện việc master bản nhạc tại phòng thu MasterMix ở Nashville.
Từ ngày 24 tháng 9 năm 2012, để quảng bá cho Red, hãng Big Machine Records lên kế hoạch phát hành một bài hát mỗi tuần trên iTunes Store trong bốn tuần liên tiếp cho đến ngày phát hành album vào 22 tháng 10. "State of Grace" được phát hành làm đĩa đơn quảng bá thứ tư của Red vào ngày 16 tháng 10. Một phiên bản acoustic – cũng do Swift và Chapman sản xuất – được phát hành dưới dạng bài hát bổ sung trong phiên bản Deluxe Edition của album. "State of Grace" lọt vào bảng xếp hạng ở nhiều quốc gia khác nhau và lọt vào top 50 ở New Zealand (20), Vương quốc Anh (36), Ireland (43) và Úc (44). Bài hát đạt vị trí thứ 9 trên bảng xếp hạng Canadian Hot 100 và vị trí thứ 13 trên bảng xếp hạng Billboard Hot 100 của Hoa Kỳ. Tháng 6 năm 2017, bài hát nhận được chứng nhận đĩa Vàng từ Hiệp hội Công nghiệp Ghi âm Hoa Kỳ (RIAA), biểu thị 500.000 đơn vị bài hát tương đương dựa trên số liệu về doanh số bán hàng và lượng phát trực tuyến theo yêu cầu.

## Nhạc và lời
"State of Grace" dài 4 phút 55 giây. Đây là một bài hát theo thể loại arena rock, vốn mở rộng phong cách rock mà Swift đã từng khám phá trước đó trong Speak Now với phần sản xuất được các nhà phê bình miêu tả là "hoành tráng" và "đồ sộ". Bài hát sử dụng tiếng guitar vang vọng và tiếng trống dồn dập. Ở bản thu âm lại, tiếng trống được thể hiện rõ ràng hơn. Swift hát to, rõ ràng với các âm tiết được kéo dài. Các nhà phê bình cho biết phong cách sản xuất của "State of Grace" mang hơi hướng rock khác hoàn toàn với âm hưởng pop đồng quê trong các album trước đó của cô và cho rằng bài hát có thể chịu ảnh hưởng từ âm nhạc của ban nhạc rock Ireland U2. Theo nhà âm nhạc học James E. Perone, "State of Grace" mang lại cảm giác hoài niệm của phong cách college rock những năm 1980, với âm thanh guitar gợi lên phong cách của nghệ sĩ The Edge trong U2 và chất lượng giai điệu gợi nhớ đến ban nhạc rock Úc Men at Work – cụ thể bài hát "Who Can It Be Now?" của ban nhạc. Một số nhà báo so sánh phong cách của bài hát với phong cách trong album The Joshua Tree (1987) của U2.
Lời bài hát nói về những khả năng một mối tình có thể tiến triển và những cảm xúc khó đoán được gợi từ những dấu hiệu đầu tiên của tình yêu. Là ca khúc mở đầu của Red, "State of Grace" tạo tông nền cho album về những mối quan hệ tan vỡ và những cảm xúc mâu thuẫn xảy ra sau đó. Bài hát bắt đầu bằng tiếng trống dồn dập và những ca từ mơ hồ về nỗi đau khổ: "We fall in love 'til it hurts or bleeds / or fades in time". Ở đoạn phân khúc thứ hai, nhịp dừng lại và Swift hát: "We are alone, just you and me / Up in your room and our slates are clean / Just twin fire signs / four blue eyes". Sau đoạn phân khúc thứ hai, nhịp trống nhanh hơn và tiếng guitar lớn hơn vang lên trong nền nhạc. Người kể chuyện thừa nhận người yêu mình không phải một "vị thánh" và cô đã "yêu sai lầm", đồng thời trong đoạn điệp khúc cô cũng thừa nhận: "And I never saw you coming/ And I'll never be the same". Bài hát kết thúc với nhận thức "Love is a ruthless game unless you play it good and right". Phiên bản hát mộc Acoustic Version được thể hiện trên tiếng guitar nhẹ nhàng và tiếng trống tinh tế để làm nổi bật giọng hát của Swift – một điều mà Saloni Gajjar của The A.V. Club miêu tả là "mượt mà".
Một số nhà phê bình nhấn mạnh sự trưởng thành trong sáng tác của Swift. Trong Spin, Marc Hogan cảm thấy lời bài hát mang đậm tính tích cực vì Swift không hề tìm cách trả thù một mối quan hệ không thành – điều này được thể hiện qua phần lời "And I never saw you coming / And I'll never be the same". Trong một bài đánh giá cho The Atlantic, Brad Nelson nhận định Swift đã đưa vào câu chuyện nhiều sắc thái hơn so với những bản tình ca trước đây; sau phần ca từ "sáo rỗng" ở đoạn đầu, nữ ca sĩ đưa vào nhiều "chất văn" hơn ở đoạn phân khúc thứ hai khi sử dụng "kiểu chi tiết tách ra khỏi câu chuyện và trải dài như những đám mây", khiến nhà phê bình nhớ lại về các tác phẩm của Walter Becker và Donald Fagen từ ban nhạc Steely Dan.

## Đánh giá chuyên môn
Sau khi phát hành, "State of Grace" nhận được đánh giá tích cực từ các nhà phê bình cho sự tự tin và hiệu quả trong bài hát. Nhiều nhà phê bình cho rằng chất arena rock tạo tác động mạnh mẽ, mang đến một khía cạnh mới cho chất nghệ sĩ của Swift. Trong các bài đánh giá về album Red, một số nhà phê bình đưa "State of Grace" làm điểm nhấn cho một sản phẩm có phần sản xuất đầy thuyết phục và được truyền đạt đầy tự tin. Mặc dù một số cây viết, chẳng hạn như Bernard Perusse từ Edmonton Journal và Randall Roberts từ Los Angeles Times, khen ngợi "State of Grace" là một thử nghiệm đáng giá, thì Ben Rayner của Toronto Star lại chỉ trích bài hát vì đã "bắt chước U2 một cách vô liêm sỉ để được các đài nhạc rock phát thanh". Jonathan Keefe từ Slant Magazine và Sean Daly của Tampa Bay Times cảm thấy phần khí nhạc khiến chất lượng sáng tác của Swift bị giảm sút, dù vậy Daly vẫn nhận định đây là một bài hát "táo bạo".
Các bài đánh giá sau này về "State of Grace" vẫn giữ góc nhìn tích cực và một số nhà phê bình chọn bài hát này làm ví dụ về tính linh hoạt trong nghệ thuật của Swift và là điểm nhấn trong Red. Jordan Sargent của Spin miêu tả phần sản xuất của bài hát là một "[sáng tác] âm nhạc hoàn hảo về mặt chủ đề, chậm rãi như muốn ướp vào từng thời khắc hiện tại nhưng cũng khá sử thi". Trên bảng xếp hạng của các nhà phê bình trong toàn bộ danh mục của Swift, bài hát được xếp hạng trong top 10 bởi đội ngũ nhân sự của Billboard, Hannah Mylrea của NME, Jane Song của Paste, và Nate Jones của Vulture, tất cả đều ca ngợi âm thanh arena rock mà sau này Swift chưa hề sử dụng lại. Jason Lipshutz từ Billboard thì ngưỡng mộ đoạn hook ngắn gọn và phần sản xuất đầy sảng khoái, đồng thời cây viết này cũng tuyên bố "State of Grace" là một trong những bài hát không phải đĩa đơn tồn tại bền bỉ nhất của Swift. Bài hát nằm trong danh sách "100 bản cắt hay nhất của các ngôi sao nhạc pop thế kỷ 21" của Billboard năm 2017, và biên tập viên Andrew Unterberger của tờ báo này cũng ca ngợi phần điệp khúc của bài hát khi "[nói] mọi thứ cần nói chỉ bằng rất ít từ ngữ".

## Biểu diễn trực tiếp

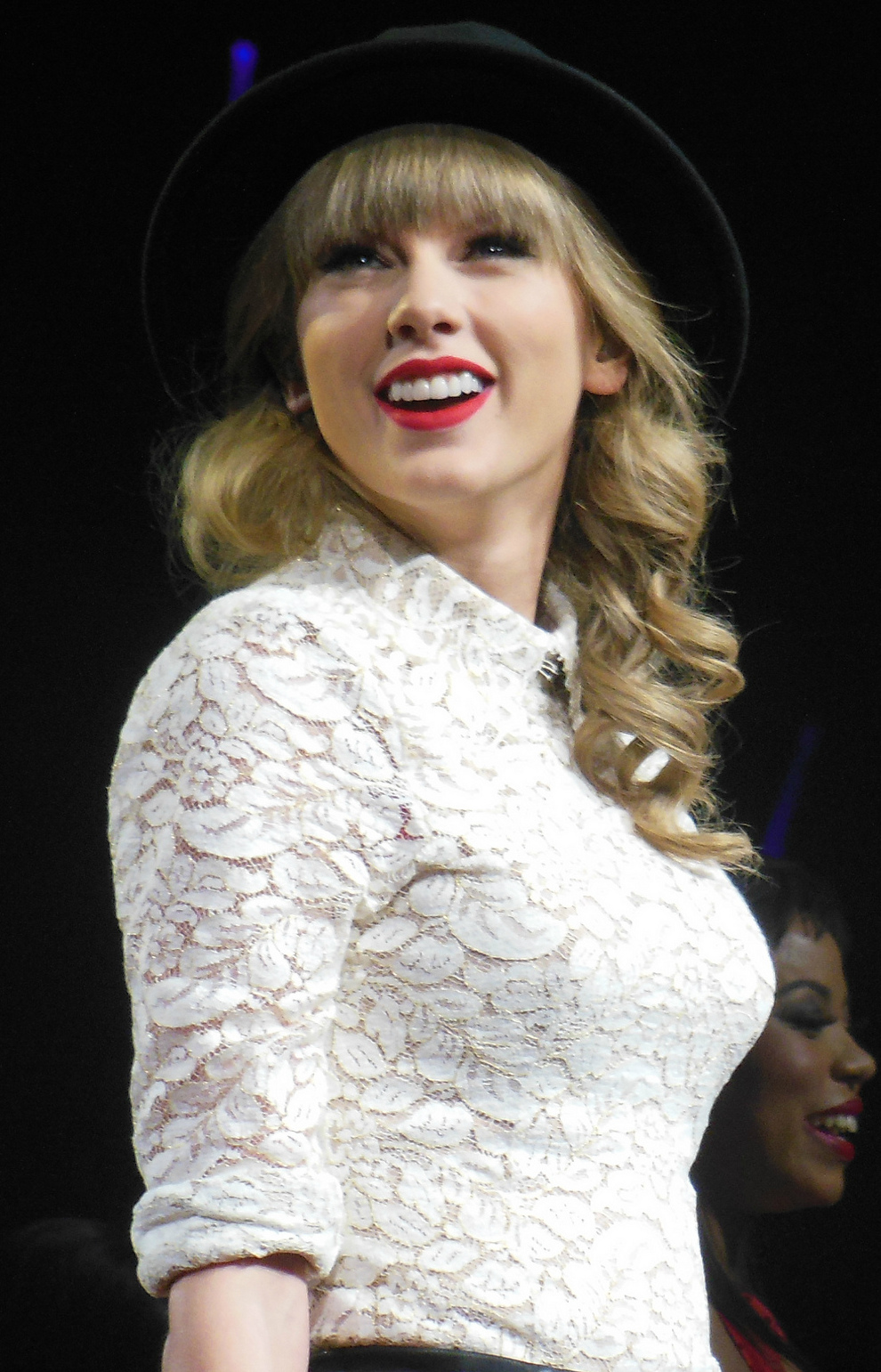
Swift trong chuyến lưu diễn The Red Tour (2013), nơi cô lựa chọn "State of Grace" làm tiết mục trình diễn mở màn

Swift biểu diễn trực tiếp "State of Grace" lần đầu vào ngày 15 tháng 11 năm 2012, trong mùa thứ hai của chương trình The X Factor phiên bản Hoa Kỳ. Cô cũng đưa bài hát vào danh sách biểu diễn cho sự kiện Z100 Jingle Ball tại Madison Square Garden, Thành phố New York vào ngày 7 tháng 12 năm 2012. Đây cũng là bài hát mở màn trong danh sách trình diễn của Swift tại chuyến lưu diễn The Red Tour (2013–2014). Tại buổi hòa nhạc ngày 10 tháng 7 năm 2018 ở Landover, Maryland, trong khuôn khổ chuyến lưu diễn Reputation Stadium Tour, cô lựa chọn "State of Grace" để biểu diễn ở tiết mục "bài hát bất ngờ". Swift một lần nữa biểu diễn phiên bản piano-ballad của bài hát tại buổi biểu diễn ngày 18 tháng 3 năm 2023 ở Glendale, Arizona của chuyến lưu diễn The Eras Tour. Cô tiếp tục trình diễn "State of Grace" thêm hai lần tại chuyến lưu diễn này, một lần ở Dublin ngày 28 tháng 6 năm 2024 mashup với "You're on Your Own, Kid" (2022), và một lần ở Toronto ngày 21 tháng 11 năm 2024 mashup với "Labyrinth" (2022).

## Đội ngũ thực hiện
Phần ghi công được lấy từ ghi chú album Red
- Taylor Swift – giọng hát, sáng tác, sản xuất
- Nathan Chapman – sản xuất, guitar
- Justin Niebank – trộn âm
- Brian David Willis – kỹ thuật âm thanh
- Chad Carlson – kỹ thuật âm thanh
- Matt Rausch – kỹ thuật âm thanh
- Hank Williams – kỹ thuật âm thanh
- Drew Bollman – trợ lý trộn âm
- Leland Elliott – trợ lý kỹ thuật thu âm
- Nick Buda – trống
- Eric Darken – nhạc cụ gõ

## Bảng xếp hạng
| Bảng xếp hạng (2012)            | Thứ hạng cao nhất |
| ------------------------------- | ----------------- |
| Úc (ARIA)                       | 44                |
| Canada (Canadian Hot 100)       | 9                 |
| Ireland (IRMA)                  | 43                |
| New Zealand (Recorded Music NZ) | 20                |
| Anh Quốc (OCC)                  | 36                |
| Hoa Kỳ Billboard Hot 100        | 13                |

## Chứng nhận
| Quốc gia                                                    | Chứng nhận | Số đơn vị/doanh số chứng nhận |
| ----------------------------------------------------------- | ---------- | ----------------------------- |
| Úc (ARIA)                                                   | Vàng       | 35.000‡                       |
| Hoa Kỳ (RIAA)                                               | Vàng       | 500.000‡                      |
| ‡ Chứng nhận dựa theo doanh số tiêu thụ và phát trực tuyến. |            |                               |

## "State of Grace (Taylor's Version)"
Sau khi ký hợp đồng mới với Republic Records, kể từ tháng 11 năm 2020, Swift bắt đầu quá trình thu âm lại sáu album phòng thu đầu tiên của mình. Quyết định được đưa ra sau một cuộc tranh chấp công khai năm 2019 giữa Swift và quản lý Scooter Braun – người đã mua lại Big Machine Records và cả quyền sở hữu các album của Swift mà hãng đã phát hành. Bằng cách thu âm lại các album, Swift có toàn quyền sở hữu các bản gốc mới, bao gồm cả việc cấp phép bản quyền các bài hát của cô – điều này làm giảm giá trị các bài hát gốc thuộc sở hữu của Big Machine Records.
Bản thu âm lại của "State of Grace" và phiên bản acoustic – cả hai đều có phụ chú "(Taylor's Version)" – được phát hành trong phiên bản thu âm lại của Red là Red (Taylor's Version) vào ngày 12 tháng 11 năm 2021. Cả "State of Grace (Taylor's Version)" và "State of Grace (Acoustic Version) (Taylor's Version)" đều do Swift cùng cộng sự Christopher Rowe hợp tác sản xuất, và được David Payne xử lý thu âm tại phòng thu Blackbird Studios, Nashville. Rowe thu âm phần giọng hát của Swift tại phòng thu Kitty Commission Studio ở Belfast, Bắc Ireland, và Serban Ghenea đảm nhiệm vai trò trộn âm thanh cho cả hai bài hát tại phòng thu MixStar Studios ở Virginia Beach, Virginia.
Trong bài đánh giá về Red (Taylor's Version) trên Slant Magazine, cây viết Jonathan Keefe đánh giá cao cách phần khí nhạc mới đã mang lại cho ca khúc sự cộng hưởng mạnh mẽ hơn về mặt cảm xúc. Hannah Mylrea từ NME thì nhận định đoạn âm thanh bộ gõ mở đầu "State of Grace (Taylor's Version)" nghe sắc nét hơn bản gốc. Viết cho Screen Rant, nhà phê bình Fawzia Khan cho rằng ca khúc hay hơn bản cũ nhờ vào "lời bài hát hoành tráng về tiềm năng kỳ diệu của tình yêu, phần âm nhạc sôi động và giai điệu mở đầu album phù hợp". Mary Siroky từ trang Consequence cho biết "State of Grace (Taylor's Version)" chứng minh "khả năng thanh nhạc của Swift đã tiến bộ hơn trong suốt thập kỷ qua, cùng với kỹ năng sáng tác hay chất thơ trong cái tôi cá nhân." Nữ nhà báo còn ca ngợi phiên bản acoustic của bài hát. Rob Sheffield của Rolling Stone cho rằng bản phối acoustic của "State of Grace (Taylor's Version)" đã "đem lại nhiều xúc cảm mùa thu hơn", còn với Ana Clara Ribeiro của trang PopMatters, trong khi album làm lại vẫn giữ nguyên bản phối gốc thì ca khúc acoustic lại mang nhiều điểm khác biệt.
"State of Grace (Taylor's Version)" bước vào bảng xếp hạng của một số quốc gia như lọt vào top 25 của Ireland (7), Canada (9), Singapore (10), New Zealand (12), Vương quốc Anh (18), Hoa Kỳ (18), Úc (25),  và xa hơn nữa là Nam Phi (77) và Bồ Đào Nha (89). "State of Grace (Taylor's Version)" đứng ở vị trí thứ 12 trên bảng xếp hạng Billboard Global 200.

### Đội ngũ thực hiện
Phần ghi danh được lấy từ ghi chú album Red (Taylor's Version)
- Taylor Swift – hát chính, hát bè, sáng tác, sản xuất
- Christopher Rowe – sản xuất, kỹ thuật giọng hát
- David Payne – kỹ sư thu âm
- Dan Burns – kỹ thuật bổ sung
- Austin Brown – trợ lý kỹ thuật, trợ lý biên tập
- Bryce Bordone – kỹ thuật âm thanh
- Derek Garten – kỹ thuật âm thanh, biên tập
- Serban Ghenea – trộn âm
- Amos Heller – guitar bass
- Matt Billingslea – trống, nhạc cụ gõ, vibraphone
- Max Bernstein – guitar điện
- Mike Meadows – guitar điện, synthesizer
- Paul Sidoti – guitar điện
- Jonathan Yudkin – nhạc cụ dây

### Bảng xếp hạng
| Bảng xếp hạng (2021)            | Thứ hạng cao nhất |
| ------------------------------- | ----------------- |
| Úc (ARIA)                       | 25                |
| Canada (Canadian Hot 100)       | 9                 |
| Thế giới Global 200 (Billboard) | 12                |
| Ireland (IRMA)                  | 7                 |
| New Zealand (Recorded Music NZ) | 12                |
| Bồ Đào Nha (AFP)                | 89                |
| Singapore (RIAS)                | 10                |
| Nam Phi (RISA)                  | 77                |
| Anh Quốc (OCC)                  | 18                |
| Hoa Kỳ Billboard Hot 100        | 18                |